# Schistes
Schistes es un género de aves apodiformes de la familia Trochilidae (los colibríes) que agrupa a apenas dos especies nativas de América del Sur, cuyas áreas de distribución se encuentran desde el norte de Venezuela, principalmente a lo largo de la cordillera de los Andes, hasta el centro de Bolivia. A sus miembros se les conoce por el nombre común de colibríes picocuña.

## Etimología
El nombre genérico masculino «Schistes» proviene de la palabra del griego «skhizō» que significa ‘partir’, ‘separar’.

## Características
Los colibríes de este género son relativamente pequeños, miden en promedio 8,5 cm de longitud y se caracterizan por el pico corto, recto y puntiagudo, más ancho en la base ( en formato de cuña). El plumaje es en general verde, con un parche azul o violeta en cada lado del pecho superior y una corta faja pos-ocular blanca. La garganta y pecho son total o parcialmente blancos. Habitan en los bordes de selvas húmedas y bosques nubosos densos.

## Taxonomía
El género Schistes fue propuesto por el ornitólogo británico John Gould en 1852, exclusivamente para describir S. albogularis, la especie tipo.
Durante mucho tiempo la especie S. albogularis fue tratada como una subespecie de S. geoffroyi, que también fue colocada en el género Augastes; fueron separadas con base en las diferencias morfológicas, principalmente de plumaje. La separación en dos especies fue reconocida por el Comité de Clasificación de Sudamérica (SACC) en la Propuesta No 774.

## Especies
Según las clasificaciones del Congreso Ornitológico Internacional (IOC) y Clements Checklist, el género agrupa a las siguientes especies con el respectivo nombre popular de acuerdo con la Sociedad Española de Ornitología (SEO):
| Imagen | Nombre científico    | Autor            | Nombre común                | Estado de conservación | Distribución |
| ------ | -------------------- | ---------------- | --------------------------- | ---------------------- | ------------ |
|        | Schistes albogularis | Gould, 1852      | colibrí picocuña occidental | LC                     |              |
|        | Schistes geoffroyi   | (Bourcier), 1843 | colibrí picocuña oriental   | LC                     |              |